# Liga i Samoobrona
Ligue et Autodéfense (Liga i Samoobrona, LiS) est un parti politique polonais créé en juillet 2007, né d'une fusion entre deux partis de la coalition au pouvoir, le parti national-catholique Ligue des familles polonaises, et le parti « populiste » de gauche, Autodéfense de la république de Pologne,,.
Le parti est coprésidé par le ministre de l'Éducation, Roman Giertych (« przewodniczący »), et par le ministre de l'Agriculture, Andrzej Lepper (« prezes »).
Si le programme politique n'est pas encore défini, il est déjà admis que le point commun entre les deux formations est le refus du traité Traité modificatif.
Au Sejm (le parlement polonais), les deux formations totalisent 75 députés (sur 460), et pourrait s'agrandir avec le ralliement du Parti populaire polonais, le parti de Marek Jurek, Prawica Rzeczypospolitej, et certains députés de Droit et justice.
Le sigle du parti, LiS, se traduit par « renard » en polonais.